# Tepeaca (kommun)
Tepeaca är en kommun i Mexiko.   Den ligger i delstaten Puebla, i den sydöstra delen av landet, 140 km öster om huvudstaden Mexico City. Antalet invånare är 74 708.
Följande samhällen finns i Tepeaca:
- Tepeaca
- San Hipólito Xochiltenango
- Santiago Acatlán
- San Nicolás Zoyapetlayoca
- San José Carpinteros
- San Mateo Parra
- Zahuatlán de Morelos
- San Bartolomé Hueyapan
- San Pedro la Joya
- San Lorenzo Joya de Rodríguez
- San Cristóbal Hidalgo
- San Cristóbal los Nava
- Guadalupe Calderón
- San Francisco Buenavista
- San Miguel
- Los Reyes de Ocampo
- Microondas
- San Nicolás Tolentino